# Тайюаньский метрополитен
Тайюаньский метрополитен — это городская рельсовая транзитная система , действующая в городе Тайюань, провинция Шаньси, Китай.
Её первая линия была открыта 26 декабря 2020 года.
Таким образом, Тайюань стал 39-м городом материкового Китая, где открылось метро, пятым городом Северного Китая и первым городом провинции Шаньси, где открылось метро.

## История
- 5 июня 2006 года муниципальное народное правительство Тайюаня опубликовало «План комплексного планирования городского транспорта Тайюаня», в котором впервые предлагалось строительство метрополитена Тайюаня.
- В 2007 году Бюро городского и сельского планирования Тайюаня инициировало планирование и подготовку сети метрополитена Тайюаня;  14 сентября Китайский институт городского планирования и дизайна выиграл тендер на проект планирования и проектирования метрополитена Тайюаня и приступил к планированию и проектированию сети метрополитена Тайюаня.
- В 2009 году Тайюань разработал план строительства железнодорожного транзита и представил его в 2010 году.[2]
- 27 декабря 2010 года муниципальное народное правительство Тайюаня одобрило «План сети метрополитена Тайюаня» и объявило о нем общественности.
- В июне 2011 года план строительства железнодорожного транзита в Тайюане официально вошел в процесс национального утверждения и прошел рассмотрение Министерства жилищного строительства, городского и сельского развития в марте 2012 года.[3]
- 10 мая 2012 года была основана компания Taiyuan Rail Transit Development Co., Ltd. 5 сентября Национальная комиссия по развитию и реформам одобрила «Краткосрочный план строительства городской железнодорожной сети Тайюаня (2012–2018 гг.)».[4]
- 2 ноября 2013 года началось строительство первого участка второй линии метрополитена Тайюаня.[5]
- 11 марта 2016 года началось строительство первой очереди второй линии метрополитена Тайюаня.  Пробные поездки без груза планировалось начать в сентябре 2020 года, а ввод в эксплуатацию — к концу года.[6]
- 26 декабря 2020 года началась опытная эксплуатация второй линии метрополитена Тайюаня.[7]
- 6 января 2022 года фактическая контролирующая компания Тайюаньского метрополитена «Taiyuan Rail Transit Development Co., Ltd.» была переименована в «Taiyuan Rail Transit Group Co., Ltd.».[8]

## Линии
Состоит из 3 линий:
- 1 линия — Первая очередь линии 1 имеет длину 28,737 км и 24 станции. Ожидалось, что она откроется 22 февраля 2025 года.[9]
- 2 линия — Первая очередь второй линии метрополитена Тайюаня начинается от станции Цзяньцаопин на севере , проходит через основную городскую зону Тайюаня и новую городскую зону на юге и заканчивается на станции Сицяо .  Первая очередь линии 2 имеет длину 23,647 км, полностью подземную, с 23 станциями и инвестициями в размере 20,864 млрд юаней .  Первый этап строительства линии 2 начался 2 ноября 2013 года.[10]  11 марта 2016 года официально началось строительство второй линии метрополитена Тайюаня. 25 ноября 2018 года метрополитен Тайюаня успешно завершил строительство щитового тоннеля через озеро Инцзэ.[11]  В 2019 году линия метрополитена Тайюань 2 в основном достигла туннельного соединения, и вся линия была электрифицирована к концу 2019 года. Пробная эксплуатация порожнего состава началась в сентябре 2020 года, а ввод в эксплуатацию состоялся 26 декабря 2020 года.[12]
- 3 линия — строится[13]

## Планы
26 сентября 2022 года Бюро муниципального жилищного строительства и развития городских и сельских районов Тайюаня опубликовало «План строительства второй фазы городского железнодорожного транспорта Тайюаня (2023–2028 годы)», который включает в себя вторую фазу линии 1 и первую фазу линии 3, в общей сложности два проекта общей протяженностью около 33,35 километра и общим объемом инвестиций около 27,09 млрд юаней.